# Politické hnutí Změna
Politické hnutí Změna (zkratkou Změna) bylo české politické hnutí založené v roce 2012 Janem Korytářem. Hnutí bylo aktivní zejména v Libereckém kraji a jeho silným tématem byl boj proti korupci. Roku 2013 se Změna účastnila voleb do Poslanecké sněmovny, roku 2014 a 2018 se zúčastnila v některých městech a obcích komunálních voleb. Usnesením svého celostátního sněmu ze dne 13. května 2023 se hnutí Změna dobrovolně rozpustilo.

## Politická orientace
Politické hnutí Změna deklarovalo jako svou ideovou základnu tzv. zelenou politiku a v pravo-levém politickém spektru se řadilo k politickému středu.

## Volby do Poslanecké sněmovny 2013
Po neúspěšném vyjednávání se Stranou zelených se Změna rozhodla jít do sněmovních voleb v roce 2013 s Klíčovým hnutím (Táňa Fischerová), hnutím Zelení, Humanistickou stranou a dalšími. Na její kandidátce se objevili členové stran Moravané, Občané.cz a Hnutí FAIR PLAY. Kandidovaly za ně osobnosti jako např. místostarostka Černošic Daniela Göttelová, nebo bývalá choť Jiřího Dienstbiera Jiřina Dienstbierová. Kandidátky postavila ve všech 14 krajích a bylo jí vylosováno volební č. 9. Po sečtení hlasů Změna získala 0,57 %. Nepřekročila tudíž potřebnou 5 % hranici pro vstup do poslanecké sněmovny a ve sněmovně nezasedl žádný její zástupce.

## Volební výsledky

### Poslanecká sněmovna
| Volby | Hlasy                      | Hlasy                      | Mandáty                    | Mandáty |
| Volby | Abs.                       | %                          | Abs.                       | ±       |
| ----- | -------------------------- | -------------------------- | -------------------------- | ------- |
| 2013  | 28 592                     | 0.57                       | 0/200                      | ▬       |
| 2017  | za Zelení                  | 1.46                       | 0/200                      | ▬       |
| 2021  | Změna se voleb neúčastnila | Změna se voleb neúčastnila | Změna se voleb neúčastnila | ▬       |

### Senát

#### Obvod Liberec
| Volby | Kandidát    | První kolo | První kolo | První kolo | Druhé kolo | Druhé kolo | Druhé kolo |
| Volby | Kandidát    | Hlasy      | v %        | Výsledek   | Hlasy      | v %        | Výsledek   |
| ----- | ----------- | ---------- | ---------- | ---------- | ---------- | ---------- | ---------- |
| 2016  | Jan Korytář | 4 515      | 10.94      | 3.         | -          | -          | Prohrál    |

### Zastupitelstvo Libereckého kraje
| Volby | Hlasy     | Hlasy | Mandáty | Mandáty | Pozice | Postavení |
| Volby | Abs.      | %     | Abs.    | ±       | Pozice | Postavení |
| ----- | --------- | ----- | ------- | ------- | ------ | --------- |
| 2012  | s Zelení1 | 16.85 | 5/45    | ▲5      | ▲4.    | Koalice   |
| 2016  | s Zelení2 | 7.06  | 2/45    | ▼3      | ▼6.    | Opozice   |
| 2020  | s NBPLK3  | 1.53  | 0/45    | ▼2      | ▼11.   | —         |

1 Roku 2012 Změna vytvořila společnou kandidátku se Zelenými, jež nesla název „ZMĚNA PRO LIBERECKÝ KRAJ“. Tato koalice celkem obsadila 10 mandátů.
2 Roku 2016 Změna vytvořila společnou kandidátku se Zelenými, jež nesla název „ZMĚNA PRO LIBERECKÝ KRAJ“. Tato koalice celkem obsadila 4 mandáty.
3 Roku 2020 Změna vytvořila společnou kandidátku s NBPLK, jež nesla název „Změna pro lidi a pro krajinu“. Tato koalice neobsadila žádný mandát.

#### Zvolení zastupitelé
- 2012: Jan Korytář, Zuzana Kocumová, Blanka Nedvědická, André Jakubička, Ivana Hujerová[10]

- 2016: Zuzana Kocumová, Jan Korytář[11]

### Zastupitelstvo města Liberec
| Volby | Hlasy     | Hlasy | Mandáty | Mandáty | Pozice | Postavení |
| Volby | Abs.      | %     | Abs.    | ±       | Pozice | Postavení |
| ----- | --------- | ----- | ------- | ------- | ------ | --------- |
| 2014  | s Zelení1 | 25.45 | 8/39    | ▲8      | ▲2.    | Koalice   |
| 2018  | s Zelení2 | 13.26 | 3/39    | ▼5      | ▼3.    | Opozice   |

1 Roku 2014 Změna vytvořila společnou kandidátku se Zelenými a nezávislými kandidáty, jež nesla název „Změna pro Liberec“. Tato koalice celkem obsadila 12 mandátů.
2 Roku 2018 Změna vytvořila společnou kandidátku se Zelenými a nezávislými kandidáty, jež nesla název „Změna pro Liberec“. Tato koalice celkem obsadila 6 mandátů.

#### Zvolení zastupitelé
- 2014: Jan Korytář, Karolína Hrbková, Zuzana Kocumová, Kateřina Absolonová, Zuzana Tachovská, Pavla Haidlová, Jiří Čeček, Marie Pavlová[14]

- 2018: Jan Korytář, Karolína Hrbková, Marie Pavlová[15]